# Победова, Ольга Александровна
Ольга Александровна Победова (род. 1950) — советский и российский художник-дизайнер и скульптор в области декоративно-прикладного искусства по оптическому стеклу. Член Союза дизайнеров СССР. Член-корреспондент РАХ (2001). Заслуженный художник Российской Федерации (1998). 

## Биография
Родилась 13 июня 1950 года в городе Ухта, Коми АССР.
Училась в МГХПА имени С. Г. Строганова (1968-73).
Наиболее известные скульптурные художественные произведения О. А. Победовой в области декоративно-прикладного искусства по  оптическому стеклу: оптические объекты — «Карат» (1991), «Своды» (1992), «Огненный парус» (1995), «Большая пирамида» (1996), «Медовый спас» (1998). Композиции — «Хрустальный терем» (1991), «Апогей» (1992), «Муаровая лента» (1993), «Игра с пространством» (1994), «Дыхание вечности» (1995), «Год быка» (1996), «Современная архитектура» (1997), «Космический маяк» (2000). Инсталляции — «Источник трепетной любви» (2001), «Антитеррор» и витраж «Королева музыки» (2003). С 1976 года О. А. Победова была участницей всероссийских, зарубежных и персональных выставок, в том числе в 1976 году стала победителем выставки  «Молодость страны», в 2001 году участница выставки «Практика ре-цептуализма» в РАХ в 2001 году и в 2003 году выставки «Антитеррор»  в Государственной Третьяковской галерее, в 1999 году была удостоена серебряной медали Всероссийского выставочного центра, была призёром выставки «Москве посвящается» под эгидой Государственного музея-заповедника «Коломенское» и лауреатом  Всероссийского национального приза в области дизайна «Виктория» за коллекцию арт-объектов из оптического стекла. Художественные произведения О. А. Победовой хранятся в коллекциях музеев и картинных галерей  России, а так же в таких зарубежных странах как Германия, Бельгия, Австрия, Швеция, США, Швейцария и Англия.
О. А. Победова являлась членом Союза дизайнеров СССР. В 2001 году была избрана — член-корреспондентом Российской академии художеств по Отделению декоративных искусств. С 1995 года О. А. Победова включена в число ста лучших художников мира, работающих в материале стекла по версии Музея стекла Корнинга.
19 ноября 1997 года Указом Президента России «За заслуги в области искусства» О. А. Победовой было присвоено почётное звание Заслуженный художник Российской Федерации.
По словам критика Юрия Кувалдина: 

Поэзия скульптуры в исполнении Ольги Победовой стремиться к тому, чтобы ее произвольные знаки воспринимались как естественные; только благодаря этому скульптура перестает быть реальностью и становится фактом искусства. Средства, с помощью которых Ольга Победова достигает этого — ритм, грань, расположение плоскостей, размер, огранка — суть поэтическое мастерство художественной пластики
.

## Награды
- Заслуженный художник Российской Федерации (1997)[4]
- Серебряная медаль РАХ (1997)[2]